# Gâmbaș
Gâmbaș (en húngaro: Gombas, Marosgombás, en alemán: Schwammenthal) es una localidad componente del municipio de Aiud, en el transilvano distrito de Alba de Román. Tenía 473 habitantes en 2011.

## Geografía
La localidad se halla a orillas del río Mureș.

## Historia
El asentamiento fue fundado en la época Árpád. Su nombre fue mencionado por primera vez en una carta de 1231 como Gunbas. Se halla escrito como Gonbas en 1280, Gumbas en 1318 y Marosgombás en 1913. A principios del siglo XIII, era propiedad de Kege, quien dejó la mitad de la propiedad al capítulo de Alba Iulia y la otra mitad a Jovb hijo de Pov, quien, con el consentimiento de sus parientes, vendió la mitad de la propiedad al hijo de Mihály, Obus, por 20 marcos.
En 1910, 263 de sus 505 habitantes eran húngaros y 242 rumanos. De estos, 3 eran católicos latinos, 242 eran católicos griegos y 260 eran reformados. Antes del Tratado de Trianón, pertenecía al condado de Alsó-Fehér.

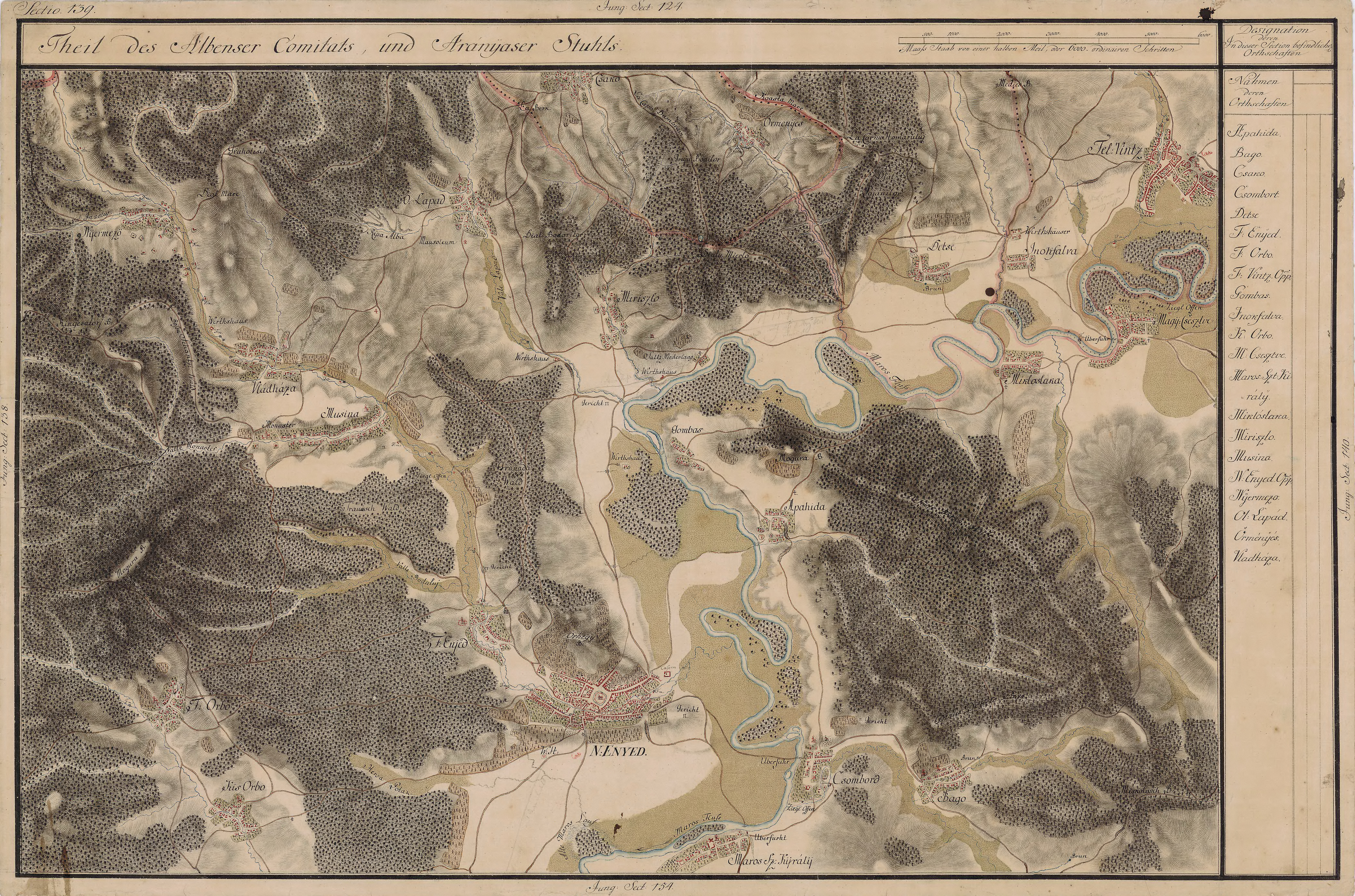
Josephinische Landaufnahme, sectio 139.

## Personalidades
- Mihály Székely (1912-2002), pintor.[4]